# Gladys Rankin
Gladys Rankin, nota anche come la prima Mrs. Sidney Drew (1874 – New York, 9 gennaio 1914), è stata una commediografa e sceneggiatrice statunitense.
Usava firmare i suoi testi con lo pseudonimo maschile di George Cameron.

## Biografia
Nata e cresciuta in una famiglia di teatranti (suo padre era il canadese McKee Rankin, regista, attore e autore di commedie e sua madre, Kitty Blanchard, era attrice), Gladys Rankin cominciò a scrivere anche lei per il teatro. Si sposò con Sidney Drew, pure lui appartenente a una famosa famiglia di teatranti imparentati con i Barrymore, zio di Lionel Barrymore che, dal 1904 al 1923, fu sposato con Doris Marie Rankin, la sorellastra paterna minore di Gladys. Un'altra sua sorella, Phyllis Rankin, si sposò con Harry Davenport, pure lui appartenente a una famiglia di teatranti. 
Insieme al marito, Gladys Rankin formò un team teatrale e cinematografico conosciuto sotto il nome di Mr. & Mrs. Sidney Drew. Usando lo pseudonimo di George Cameron, fu autrice non solo di testi teatrali, ma i suoi lavori vennero utilizzati anche per il cinema. 
Morì a 40 anni, il 9 gennaio 1914, a New York. Dopo la sua morte, il marito riprese il nome di Mr. & Mrs. Sidney Drew che usò questa volta in coppia con la seconda moglie, Lucile McVey.

## Filmografia
- The Still Voice (1913)
- A Sweet Deception, regia di Ralph Ince (1913)
- The Late Mr. Jones, regia di James Young (1913)
- The Line-Up, regia di William Humphrey (1913)
- A Million Bid, regia di Ralph W. Ince (1914)
- Thou Art the Man, regia di S. Rankin Drew (1916)
- A Guilty Conscience, regia di David Smith - soggetto (1921)
- A Million Bid, regia di Michael Curtiz (1927)

## Spettacoli teatrali
- Sweet and Twenty, di Basil Hood - attrice (Broadway, 30 dicembre 1901)
- Sweet and Twenty / The Romanesques, di Edmond Rostand - attrice (Broadway, 13 gennaio 1902)
- Agnes, di George Cameron - autrice (Broadway, 5 ottobre 1908)
- Billy, di George Cameron - autrice (Broadway, 2 agosto 1908)